# Nový Pařezov
Nový Pařezov är en ort i Tjeckien.   Den ligger i regionen Plzeň, i den västra delen av landet, 130 km sydväst om huvudstaden Prag. Nový Pařezov ligger 419 meter över havet och antalet invånare är 125.
Terrängen runt Nový Pařezov är platt åt nordost, men åt sydväst är den kuperad.Runt Nový Pařezov är det ganska tätbefolkat, med 72 invånare per kvadratkilometer. Närmaste större samhälle är Domažlice, 7,4 km sydost om Nový Pařezov. Trakten runt Nový Pařezov består till största delen av jordbruksmark.